# Histopomphus
Histopomphus es un género de foraminífero bentónico de la subfamilia Webbinellinae, de la familia Polymorphinidae, de la superfamilia Polymorphinoidea, del suborden Lagenina y del orden Lagenida. Su especie-tipo es Globulina redriverensis. Su rango cronoestratigráfico abarca el Aptiense (Cretácico inferior).

## Discusión
Clasificaciones previas incluían Histopomphus en la superfamilia Nodosarioidea.

## Clasificación
Histopomphus incluye a las siguientes especies:
- Histopomphus cervicornis †
- Histopomphus redriverensis †